# Connarus subfoveolatus
Connarus subfoveolatus är en tvåhjärtbladig växtart som beskrevs av Merrill. Connarus subfoveolatus ingår i släktet Connarus och familjen Connaraceae. Inga underarter finns listade i Catalogue of Life.